# Samogitia
Samogitia o Samogicia (en samogitiano: Žemaitėjė; en lituano: Žemaitija; en latín: Capitanatus Samogitiae) es el nombre de una región etnohistórica correspondiente a la mayor parte del occidente de la actual Lituania, a orillas del mar Báltico, teniendo por límites: al sur el río Neman que la separa de la Borusia (actualmente óblast de Kaliningrado), al norte el río Venta que la separa de la Curlandia, mientras que los límites orientales con el resto de Lituania nunca han sido totalmente definidos.
Según los documentos oficiales del actual estado lituano la Samogitia posee un área de 21.000 km² y una población que ronda los 300.000 habitantes. La ciudad considerada capital cultural es Telšē, siendo la antigua capital del Žemaičių seniūnija (ducado de Samogitia) la pequeña ciudad antes llamada Medininkai y hoy Varniai.
En la actualidad el territorio samogitio está repartido entre varios distritos (apskritis) lituanos: una pequeña zona occidental del de Kaunas, el de Šiauliai, el de Tauragė y Telšiai y la parte norte de los apskritis de Klaipėda y Marijampolė, constituyendo una región etnocultural lituana.

## Toponimia
El nombre Samogitia es una latinización de nombres utilizados durante el Medioevo: Samaitiæ, Zamaitiae, Zamaytae, Samathae, Samethi o en otras variantes Żmudź (en polaco), Schmudien o Schmaiten (en alemán), Smutsian o Smutzian (en inglés), los cuales derivan del lituano Žemaitija, topónimo que por su parte es una contracción de Žemės Žemaitēs (Tierras Bajas) en contraposición a Žemės Aukštaitēs (Tierras Altas) o Aukštaitija dado al resto de Lituania.

## Geografía y clima
El relieve de la Samogitia es el típico del Escudo Báltico, es decir, un territorio muy llano con estructuras arcaicas; el relieve muy suave se debe en gran medida al avance y retroceso de los hielos durante las glaciaciones, por lo que existen ligeras depresiones que dan lugar a lagunas, pantanos y turberas. La misma actividad glacial ha formado unas ligerísimas colinas morrénicas en el sudeste de este territorio, en la cual ninguna altitud natural supera los 80 m. En el centro de la Samogitia existe una casi imperceptible meseta en donde se ubica la mayor altitud de Lituania: el monte Medvėgalis con 235 m de altura; en las costas existen médanos (dunas), de este modo pese al nombre la mayor parte de Samogitia se ubica en una ligera meseta. Las tierras más bajas que le dan nombre se encuentran en el límite con la Lituania Oriental en torno al río Nevėžis. Abundan los arroyos y modestos ríos que forman una intrincada red hídrica, de estos ríos el principal es el Virvytė que discurre por el centro de este país.
Las tierras suelen ser arenosas y naturalmente recubiertas por bosques de abedules, hayas y abetos. La fauna natural está muy empobrecida por la acción antrópica, habiéndose extinguido los uros, bisontes, osos, lobos y alces, y manteniéndose algunos pocos ciervos, jabalíes (muchos de ellos reintroducidos con fines venatorios) y zorros.
El clima es frío con un prolongado invierno, en el cual son comunes las nevadas y la poca heliofanía (las horas de sol durante el invierno se reducen a aproximadamente al periodo que va de las 9 de la mañana a las 15 horas). Esto se ve compensado por la gran cantidad de horas de sol durante el verano. Las temperaturas, aunque frescas, se ven moderadas por efecto de la proximidad marítima y la alta humedad. Sin embargo, la misma humedad suele provocar una baja sensación térmica durante la primavera y el verano.

## Etnografía
Formando parte de los baltoeslavos o bálticos, los samogitios son un grupo étnico diferenciado principalmente por su lengua (V: samogitio) respecto al resto de los lituanos. Tal lengua (considerada un dialecto por el Estado lituano) se divide en tres subdialectos y puede considerarse un idioma debido a la baja inteligibilidad para los demás lituanos. No obstante, los samogitios se consideran lituanos, incluso los lituanos «por excelencia», y aunque mantienen su lengua hablan corrientemente el lituano (o «alto lituano»). La religión predominante es el cristianismo católico.

## Historia

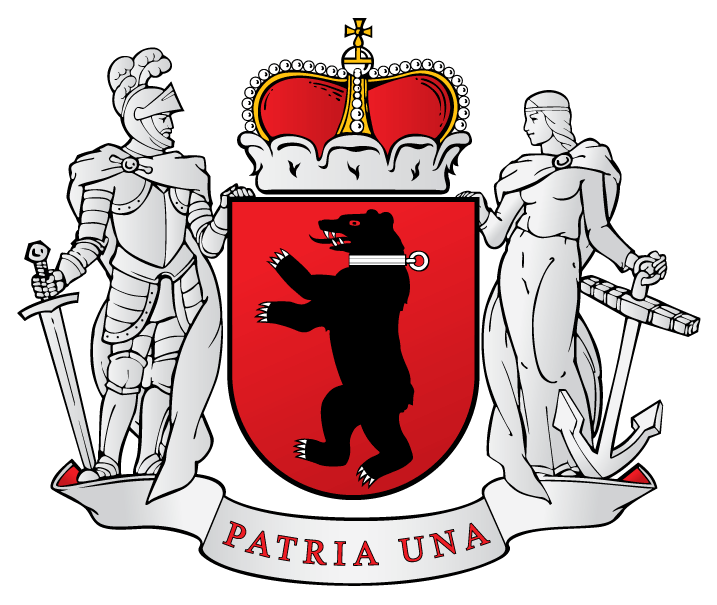
Escudo de armas de Samogitia.

Bandera de Samogitia (es una de las pocas banderas de contornos no rectangulares).

Mapa de Samogitia durante La Mancomunidad Polaco-Lituana (Ducado de Samogitia)

Antes de la formación del Estado lituano, la Samogitia estuvo gobernada por una nobleza local. Las crónicas mencionan a dos duques de la Samogitia en 1219 como signatarios de un tratado con la Volinia (Tratado de Volinia). Tras la formación del Gran Ducado de Lituania, la Samogitia devino un territorio vasallo aunque el influjo del gran duque lituano fue muy limitado, al punto que durante el reinado del primer jefe de Estado lituano Mindaugas los samogitios prosiguieron con su política independiente luchando contra los caballeros portaespadas aun cuando Mindaugas había firmado con tal orden un tratado de paz.
Durante dos siglos la Samogitia jugó un rol crucial refrenando la expansión de la Orden Teutónica, derrotando los samogitios a los cruzados de la Orden Livona en la batalla de Šiauliai o la Batalla del Sol (1236), la batalla de Skuodas (1259) y la batalla de Durbe (1260).

Dentro del contexto de las feroces luchas emprendidas por los invasores caballeros teutónicos, los dirigentes lituanos Jogaila y Vitautas cedieron a los teutónicos feudos en la Samogitia en 1382, 1398 y 1404. Sin embargo, la orden teutónica no llegó nunca a controlar completamente este territorio, y los samogitios se rebelaron en 1401 y 1409. Tras su derrota en la batalla de Grünwald o de Zalgiris en 1410 y en las guerras siguientes, la Orden teutónica cedió en 1422 la Samogitia al Gran Ducado de Lituania. En 1441 fue reconocida por Casimiro IV Jagellón la existencia del ducado de Samogitia, la cual se prolongaría hasta 1795.
Los samogitios fueron uno de los últimos pueblos europeos que aceptaron al cristianismo, en 1413; su paganismo había sido el pretexto para los ataques de la Orden Livona y los caballeros teutónicos. A causa de las prolongadas guerras contra estos se estableció en este pequeño país una estructura sociopolítica que difirió notoriamente de la del resto de Lituania: existía en Samogitia una mayor proporción de granjeros libres y las propiedades o fundios eran más pequeñas que en el resto de Lituania.
En el siglo XVIII la Samogitia corrió prácticamente la misma suerte que toda la Lituania. En 1795 este territorio pasó al Imperio ruso con el nombre ruso de Vilnaskaya guberniya (Gobierno de Vilna), quedando el nombre de Samogitia restringido a una diócesis eclesial. En 1843 el régimen zarista ruso la incorporó al nuevo Gobierno de Kaunas (en ruso: Kovnoskaya guberniya).
Durante el siglo XIX, en el marco de las guerras napoleónicas la ciudad de Šiauliai pasó momentáneamente al poder del reino de Prusia. Al concluir tales guerras volvió íntegramente a Rusia. Fue en esa época que la Samogitia se transformó en el centro del renacimiento lituano al dar ejemplo de la resistencia a las tentativas de germanización, rusificación e, incluso, de polonización. Tras concluir la Primera Guerra Mundial el territorio pasó a formar parte del Estado independiente de Lituania, y desde entonces hasta el presente la historia es la de Lituania.

## Ciudades
En primer lugar el nombre en samogitio.
- Šiaulē/Šiauliai: 133.883 hab.
- Mažeikē/Mažeikiai: 42.675
- Telšē/Telšiai: 31.460 (capital: suostėnė).
- Tauragie/Tauragė: 29.124
- Plongė/Plungė: 23.436
- Kretinga
- Skouds/Skuodas
- Gargždā/Gargždai
- Šėlalė/Šilalė
- Palonga/Palanga
- Raseinē/Raseiniai
- Salontā/Salantai
- Rėitāvs/Rietavas

## Líderes de Samogitia
Título (en singular): kunigaikštis (‘príncipe’) o didysis kunigaikštis (‘gran príncipe’).
- Gimbautas (siglo XI).
- Kiernus (siglo XI).
- Kukovytas (siglo XI).
- Montvilas (¿?-1070).
- Vykintas (entre los siglos XI-XII).
- Trabus (ca. 1268/1267).
- Romanas (ca 1267/1270).
- Narimantas (1270-¿?).